# Lijst van afleveringen van MacGyver (2016)
Dit is een lijst met afleveringen van de Amerikaanse televisieserie MacGyver (2016). De serie wordt oorspronkelijk in Amerika uitgezonden door ABC.

## Seizoen 1 (2016-2017)
| Nr. | Aflevering | Titel              | Regisseur                 | Schrijver(s)                          | Originele uitzenddatum |  |
| --- | ---------- | ------------------ | ------------------------- | ------------------------------------- | ---------------------- |  |
| 1   | 1          | The Rising         | James Wan                 | Peter M. Lenkov & Paul Downs Colaizzo | 23 september 2016      |  |
| 2   | 2          | Metal Saw          | Jerry Levine              | Craig O'Neill                         | 30 september 2016      |  |
| 3   | 3          | Awl                | Matt Earl Beesley         | David Slack                           | 7 oktober 2016         |  |
| 4   | 4          | Wire Cutter        | Joe Dante                 | John Turman                           | 14 oktober 2016        |  |
| 5   | 5          | Toothpick          | Bobby Roth                | Nancy Kiu                             | 21 oktober 2016        |  |
| 6   | 6          | Wrench             | Alec Smight               | Brian Durkin                          | 28 oktober 2016        |  |
| 7   | 7          | Can Opener         | Omar Madha                | Sean Hennen                           | 4 november 2016        |  |
| 8   | 8          | Corkscrew          | Janice Cooke              | Lindsey Allen                         | 11 november 2016       |  |
| 9   | 9          | Chisel             | Brad Tanenbaum            | Bret VandenBos & Brandon Willer       | 18 november 2016       |  |
| 10  | 10         | Pliers             | Lee Rose                  | Brian Durkin                          | 9 december 2016        |  |
| 11  | 11         | Scissors           | Stephen Herek             | Lindsay Allen & Nancy Kiu             | 16 december 2016       |  |
| 12  | 12         | Screwdriver        | Craig Siebels             | Peter M. Lenkov                       | 6 januari 2017         |  |
| 13  | 13         | Large Blade        | Sylvain White             | Andrew Karlsruher                     | 13 januari 2017        |  |
| 14  | 14         | Fish Scaler        | Eagle Egilsson            | John Turman                           | 3 februari 2017        |  |
| 15  | 15         | A Magnifying Glass | Stephen Herek             | Brian Durkin                          | 10 februari 2017       |  |
| 16  | 16         | Hook               | Tawnia McKiernan          | Nancy Kiu                             | 17 februari 2017       |  |
| 17  | 17         | Ruler              | Antonio Negret            | Andrew Karlsruher                     | 24 februari 2017       |  |
| 18  | 18         | Flashlight         | Jonathan Brown            | Lindsay Allen                         | 10 maart 2017          |  |
| 19  | 19         | Compass            | Christine Moore           | Lee David Zlotoff                     | 31 maart 2017          |  |
| 20  | 20         | Hole Puncher       | Elizabeth Allen Rosenbaum | Craig O'Neill & David Slack           | 7 april 2017           |  |
| 21  | 21         | Cigar Cutter       | Stephen Herek             | Craig O'Neill & David Slack           | 14 april 2017          |  |

## Seizoen 2 (2017-2018)
| Nr. | Aflevering | Titel                           | Regisseur           | Schrijver(s)                                  | Originele uitzenddatum |  |
| --- | ---------- | ------------------------------- | ------------------- | --------------------------------------------- | ---------------------- |  |
| 22  | 1          | DIY or DIE                      | Stephen Herek       | Peter M. Lenkov & Craig O'Neill & David Slack | 29 september 2017      |  |
| 23  | 2          | Muscle Car + Paper Clip         | Ericson Core        | Nancy Kiu                                     | 6 oktober 2017         |  |
| 24  | 3          | Roulette Wheel + Wire           | Duane Clark         | Justin Lisson                                 | 13 oktober 2017        |  |
| 25  | 4          | X-Ray + Penny                   | Bethany Rooney      | Craig O'Neill & David Slack                   | 20 oktober 2017        |  |
| 26  | 5          | Skull + Electromagnet           | Liz Allen Rosenbaum | Lindsey Allen                                 | 27 oktober 2017        |  |
| 27  | 6          | Jet Engine + Pickup Truck       | Stephen Herek       | Andrew Karlsruher                             | 3 november 2017        |  |
| 28  | 7          | Duck Tape + Jack                | Gabriel Beristain   | Brian Durkin                                  | 10 november 2017       |  |
| 29  | 8          | Packing Peanuts + Fire          | Stacey K. Black     | Lindsey Allen                                 | 17 november 2017       |  |
| 30  | 9          | CD-ROM + Hoagie Foil            | Bobby Roth          | Marqui Jackson & Nancy Kiu                    | 1 december 2017        |  |
| 31  | 10         | War Room + Ship                 | Tawnia McKiernan    | Brian Durkin & Andrew Karlsruher              | 8 december 2017        |  |
| 32  | 11         | Bullet + Pen                    | Carlos Bernard      | Marqui Jackson                                | 15 december 2017       |  |
| 33  | 12         | Mac + Jack                      | Ron Underwood       | Peter M. Lenkov                               | 5 januari 2018         |  |
| 34  | 13         | CO2 Sensor + Tree Branch        | Brad Turner         | Timothy J. Lea                                | 12 januari 2018        |  |
| 35  | 14         | Mardi Gras Beads + Chair        | Mike Martinez       | Brian Durkin                                  | 19 januari 2018        |  |
| 36  | 15         | Murdoc + Handcuffs              | Stephen Herek       | Marqui Jackson                                | 2 februari 2018        |  |
| 37  | 16         | Hammock + Balcony               | Eagle Egilsson      | Justin Lisson                                 | 2 maart 2018           |  |
| 38  | 17         | Bear Trap + Mob Boss            | Steve Adelson       | Nancy Kiu                                     | 9 maart 2018           |  |
| 39  | 18         | Riley + Airplane                | Antonio Negret      | Lindsey Allen                                 | 30 maart 2018          |  |
| 40  | 19         | Benjamin Franklin + Grey Duffle | Sharat Raju         | Andrew Klein                                  | 6 april 2018           |  |
| 41  | 20         | Skyscraper – Power              | Peter Weller        | Brian Durkin & Joshua Brown                   | 13 april 2018          |  |
| 42  | 21         | Wind + Water                    | Mark Manos          | Lee David Zlotoff                             | 20 april 2018          |  |
| 43  | 22         | UFO + Area 51                   | Ericson Core        | Marqui Jackson                                | 27 april 2018          |  |
| 44  | 23         | MacGyver + MacGyver             | Stephen Herek       | Craig O'Neill & David Slack                   | 4 mei 2018             |  |

## Seizoen 3 (2018-2019)
| Nr. | Aflevering | Titel                               | Regisseur          | Schrijver(s)                       | Originele uitzenddatum |  |
| --- | ---------- | ----------------------------------- | ------------------ | ---------------------------------- | ---------------------- |  |
| 45  | 1          | Improvise                           | Stephen Herek      | Peter M. Lenkov & Craig O'Neill    | 28 september 2018      |  |
| 46  | 2          | Bravo Lead + Loyalty + Friendship   | Duane Clark        | Brian Durkin                       | 5 oktober 2018         |  |
| 47  | 3          | Bozer + Booze + Back to School      | Tessa Blake        | Nancy Kiu                          | 12 oktober 2018        |  |
| 48  | 4          | Guts + Fuel + Hope                  | Peter Weller       | Rob Pearlstein                     | 19 oktober 2018        |  |
| 49  | 5          | Dia de Muertos + Sicarios + Family  | Eagle Egilsson     | Jim Adler & Andrew Karlsruher      | 26 oktober 2018        |  |
| 50  | 6          | Murdoc + MacGyver + Murdoc          | Stephen Herek      | Craig O'Neill                      | 2 november 2018        |  |
| 51  | 7          | Scavengers + Hard Drive + Dragonfly | Gabriel Beristain  | Andrew Karlsruher                  | 9 november 2018        |  |
| 52  | 8          | Revenge + Catacombs + Le Fantome    | Lily Mariye        | Brian Durkin                       | 16 november 2018       |  |
| 53  | 9          | Specimen 234 + PAPR + Outbreak      | Mike Martinez      | Lindsey Allen                      | 30 november 2018       |  |
| 54  | 10         | Matty + Ethan + Fidelity            | David Straiton     | Andrew Karlsruher                  | 7 december 2018        |  |
| 55  | 11         | Mac + Fallout + Jack                | Carlos Bernard     | Jim Adler                          | 4 januari 2019         |  |
| 56  | 12         | Fence + Suitcase + Americium-241    | Ron Underwood      | Brian Durkin                       | 11 januari 2019        |  |
| 57  | 13         | Wilderness + Training + Survival    | Brad Turner        | Joshua Brown & Andrew Klein        | 18 januari 2019        |  |
| 58  | 14         | Father + Bride + Betrayal           | Avi Youabian       | Sophia Lopez                       | 1 februari 2019        |  |
| 59  | 15         | K9 + Smugglers + New Recruit        | Gabriel Beristain  | Rob Pearlstein                     | 15 februari 2019       |  |
| 60  | 16         | Lidar + Rogues + Duty               | Stephen Herek      | Don Perez                          | 22 februari 2019       |  |
| 61  | 17         | Seeds + Permafrost + Feather        | Alexandra La Roche | Nancy Kiu & Lindsey Allen          | 15 maart 2019          |  |
| 62  | 18         | Murdoc + Helman + Hit               | Roderick Davis     | Lee David Zlotoff                  | 5 april 2019           |  |
| 63  | 19         | Friends + Enemies + Border          | Andi Armaganian    | Justin Lisson                      | 12 april 2019          |  |
| 64  | 20         | No-Go + High-Voltage + Rescue       | Eagle Egillson     | Rob Pearlstein & Andrew Karlsruher | 26 april 2019          |  |
| 65  | 21         | Treason + Heartbreak + Gum          | Stephen Herek      | Nancy Kiu & Lindsey Allen          | 3 mei 2019             |  |
| 66  | 22         | Mason + Cable + Choices             | Maja Vrvilo        | Jim Adler                          | 10 mei 2019            |  |

## Seizoen 4 (2020)
| Nr. | Aflevering | Titel                                       | Regisseur        | Schrijver(s)                        | Originele uitzenddatum |  |
| --- | ---------- | ------------------------------------------- | ---------------- | ----------------------------------- | ---------------------- |  |
| 67  | 1          | Fire + Ashes + Legacy = Phoenix             | David Straiton   | Terry Matalas                       | 7 februari 2020        |  |
| 68  | 2          | Red Cell + Quantum + Cold + Committed       | David Straiton   | Terry Matalas                       | 14 februari 2020       |  |
| 69  | 3          | Kid + Plane + Cable + Truck                 | Lily Mariye      | Rob Pearlstein                      | 21 februari 2020       |  |
| 70  | 4          | Windmill + Acetone + Celluloid + Firing Pin | Eagle Egilsson   | Andrew Karlsruher                   | 28 februari 2020       |  |
| 71  | 5          | Soccer + Desi + Merchant + Titan            | Duane Clark      | Cindy Appel                         | 6 maart 2020           |  |
| 72  | 6          | Right + Wrong + Both + Neither              | Roderick Davis   | Andrew Klein                        | 13 maart 2020          |  |
| 73  | 7          | Mac + Desi + Riley + Aubrey                 | Brad Turner      | Stephanie Hicks                     | 27 maart 2020          |  |
| 74  | 8          | Father + Son + Father + Matriarch           | David Straiton   | Travis Fickett                      | 3 april 2020           |  |
| 75  | 9          | Code + Artemis + Nuclear + N3mesis          | Michael Martinez | Brandon Botta & Casey Tollett Botta | 10 april 2020          |  |
| 76  | 10         | Tesla + Bell + Edison + Mac                 | Yangzon Brauen   | Rob Pearlstein                      | 17 april 2020          |  |
| 77  | 11         | Psy-Op + Cell + Merchant + Birds            | Ericson Core     | Stephanie Hicks & Andrew Klein      | 24 april 2020          |  |
| 78  | 12         | Loyalty + Family + Rogue + Hellfire         | Geoff Shotz      | Jim Adler                           | 1 mei 2020             |  |
| 79  | 13         | Save + The + Dam + World                    | Carlos Bernard   | Terry Matalas                       | 8 mei 2020             |  |